# Powódź w Europie (2002)
Powódź w Europie, nazywana niekiedy Wielką powodzią tysiąclecia, nawiedziła tereny Europy Środkowo-Wschodniej w sierpniu 2002. Straty, jakie spowodowały ulewne deszcze w kilkunastu krajach, sięgają miliardów euro. Największe zniszczenia miały miejsce na terenach: Austrii, Czech, Niemiec, Słowacji. Wszystkie 17 ofiar śmiertelnych odnotowano na terenie Czech.

## Postępowanie powodzi
Powódź rozpoczęła się od ulewnych deszczów we wschodnich Alpach, co spowodowało podtopienia w północnych Włoszech, Bawarii w Niemczech oraz kilku landach austriackich (Salzburg, Górna Austria). Podwyższony stan rzek, przede wszystkim Dunaju, powodował wiele zniszczeń w miastach leżących nad ich brzegami. W niektórych przypadkach zniszczenia byłyby o wiele większe, gdyby nie system ochrony przeciwpowodziowej (np. zniszczenia w Wiedniu były niewielkie pomimo rekordowo wysokiego stanu wody w Dunaju).
Kiedy deszcze przesunęły się na północ, nad Las Czeski i Szumawę na pograniczu Czech i Niemiec, spływające wody podniosły stan rzek Łaby i Wełtawy. Rezultatem były katastrofalnie wysokie poziomy wód na terenach Austrii (Mühlviertel, Waldviertel), a później Czech oraz Niemiec (Saksonia, Turyngia). Wiele wsi i miasteczek w północnych Czechach, Turyngii i Saksonii doznało dużych zniszczeń, których przyczyną były częste i nieoczekiwane zmiany biegów rzek.
Dwa duże miasta, które najbardziej ucierpiały w czasie powodzi, to Drezno w Niemczech i stolica Czech – Praga. Zabytkowe centra tych miast z licznymi zabytkami znalazły się pod wodą. Wiele historycznych budowli zostało zniszczonych. Ucierpiało również praskie metro, gdzie woda dostała się do podziemnych tuneli.